# Olga Sánchez Cordero
Olga Maria del Carmen Sánchez Cordero Dávila (nascida em 1947) é uma política mexicana e ex- jurista. Ela é a secretária do Interior do México  e foi anteriormente juíza no Supremo Tribunal de Justiça da Nação, o mais alto tribunal federal do México, de 26 de janeiro de 1995 a 30 de novembro de 2015. 

## Carreira
Nascida na Cidade do México, Sánchez Cordero estudou direito na Universidade Nacional Autônoma do México (UNAM). Sánchez Cordero foi o primeiro notário feminino na Cidade do México. Foi nomeada Ministra ( Justiça Associada ) do Supremo Tribunal de Justiça da Nação (SCJN) por Ernesto Zedillo e confirmada pelo Senado em 26 de janeiro de 1995. Ela foi a nona mulher a se sentar no SCJN. Ela saiu em 30 de novembro de 2015. 
Em dezembro de 2017, Andrés Manuel López Obrador divulgou sua proposta de lista de ministros e teve Sánchez Cordero como sua escolha para o Secretário do Interior. 
Ela foi senadora no Legislativo LXIV do México no Congresso Mexicano de 1 de setembro de 2018 até a posse de López Obrador em 1 de dezembro de 2018, quando assumiu a presidência do Secretário do Interior. Ela é a primeira mulher a ocupar essa posição.